# 함안 성산산성
함안 성산산성(咸安 城山山城)은 대한민국 경상남도 함안군 가야읍에 있는 삼국시대의 성곽이다. 1963년 1월 21일 대한민국의 사적 제67호로 지정되었다.

## 개요
함안의 서북쪽에 있는 성산에 둘레 약 1,4km에 걸쳐 돌로 쌓은 삼국시대의 산성으로 조남산성(造南山城)이라고도 한다.
성을 쌓은 연대는 정확히 알 수 없지만, 『함안읍지』에 의하면 이 산성은 가야국의 옛터라고 기록되어 있으며, 산성의 형식이 삼국시대 유형을 따르고 있다. 산 아래 북쪽 낮은 언덕에는 가야의 무덤들이 있어 무덤과의 관계를 생각할 때 가야 유적으로 추정할 수 있다.
성산은 북쪽에서 보면 독립된 구릉처럼 보이며, 서남쪽으로 계속되는 구릉지맥을 빼면 나머지 3면이 모두 비교적 경사가 급한 산세를 이루고 있다. 성안의 형태는 약간 오목하게 생긴 평탄한 지형인데, 대부분 논과 밭으로 경작되고 있다. 동쪽 제일 낮은 곳으로 흘러가는 물이 성밖에 작은 계곡을 만들고 있다. 이 부근에 문터가 있고 서쪽 성벽에도 문터로 보이는 곳이 남아 있으며 그밖에 뚜렷한 시설물은 보이지 않는다.

## 현지 안내문

### 개선전
함안에서 진동으로 가는 도로변의 조남산(139.4m) 정상부를 둘러쌓은 퇴뫼식 산성이다. 성벽의 상부가 허물어져 흙과 돌을 섞어 쌓은 것처럼 보이나, 1991년부터 4년간 진행되었던 발굴조사에서는 납작하게 다듬은 모난 돌들을 수직에 가깝게 쌓아 올린 것이 확인되었다. 전체 1.4km의 성벽은 안쪽의 작은 분지를 감싸면서 높은 곳을 따라 쌓여져, 동서가 짧고 남북이 긴 타원형의 평면을 취하고 있다. 동쪽과 남쪽의 성벽에서 성문터가 조사되었고, 성 안에서는 1개의 우물과 2개의 건물터가 확인되고 있다.
여지도서(與地圖書)와 함주지(咸州誌)에는 가야고성(加倻古城)으로 기록되었으나, 발굴조사에서는 주로 신라시대의 유물들이 출토되었다. 신라기와, 토기편, 목제품, 과일씨 등이 출토되었으나, 동문터 안쪽에서 출토된 27점의 목간은 산성의 역사뿐 아니라, 우리 고대사를 새롭게 밝혀줄 수 있는 귀중한 자료가 되었다.
길이 6.5-23.7cm, 너비 1.6-4.4cm의 나무쪽에 먹으로 쓴 목간에서는 신라시대의 지명이나 관등과 함께 피(稗)와 소금(鹽)과 같은 물건 이름도 보인다. 성을 지키던 신라인의 신분표시로 보는 생각과 다른 곳에서 성산산성으로 반입된 물건의 꼬리표로 보려는 생각으로 엇갈리고 있지만, 문자기록이 부족한 우리 고대사의 연구에 아주 귀중한 자료임에 틀림없다.
이상의 발굴결과는 성산산성이 신라시대에 이용되었음을 확실하게 보여준다. 그러나 가야의 옛 성으로 전하는 기록도 있고, 안라국(安羅國, 阿羅伽倻)에는 백제·신라·왜의 사신들이 모이기도 했던 고당이 있었다는 기록도 있다. 안라국의 중심 시설을 신라가 다시 쌓았을 가능성도 남겨두어야 할 것이다.

### 개선후
성산산성은 함안 조남산(139.4m) 정상 부분에 있는 산성이다. 성벽의 윗부분이 많이 허물어져 흙과 돌을 섞어 쌓은 것처럼 보이지만, 1991년부터 최근까지 진행된 조사에서 납작하게 모난 돌들을 수직에 가깝게 쌓아 올린 것이 확인되었다. 성벽은 전체 길이가 1.4km이고, 안쪽의 작은 분지를 감싸면서 높은 곳을 따라 쌓았는데 그 모양은 남북이 길고 동서가 짧은 타원형이다. 동쪽과 남쪽의 성벽에서 성문터가 발견되었고 성의 안쪽에서는 물을 저장하던 시설과 건물터 네 곳 정도가 확인되었다. 
성산산성은 『여지도서』와 『함주지』에 가야고성(加耶古城)으로 기록되어 있다. 성산에 얽힌 전설에 따르면 아라가야가 신라에 점령되었을 때 신라군에 맞서 싸우던 장군이 전쟁에 진 것을 원통해 하며 울면서 성산으로 들어갔는데 그 뒤부터는 장군을 본 사람도 없고 장군의 행적이나 사후의 흔적도 없었다고 한다. 이처럼 성산산성에는 신라와의 전쟁에서 진 아라가야 장군의 슬픈 이야기가 전한다. 
성산산성을 발굴할 때 목제품, 과일의 씨와 함께 신라 시대 유물인 신라 기와, 깨진 토기 조각이 나왔다. 특히 동문터 안쪽에서는 245점의 목간(木簡)이 출토되었는데, 이 목간들은 산성의 역사뿐만 아니라 우리 고대사를 새롭게 밝혀줄 수 있는 소중한 자료이다.

## 참고 자료
- 함안 성산산성 - 국가유산청 국가유산포털